# Coga
Nelle credenze popolari della Sardegna centro-meridionale, la Coga o Bruxa [‘bru:ʒa] (al plurale is Cogas o is Bruxas) era la cosiddetta strega, o una donna vampiro . 
Durante la notte, in gruppo, si intrufolavano nelle case dove c'erano dei neonati (di sesso maschile principalmente) per ucciderli.
Per scongiurare tale eventualità, i genitori ponevano sulla culla del neonato un bastone di canna e un rosario benedetto. Queste creature tenebrose quando giungevano accanto alla culla iniziavano a contare i grani del rosario, senza però mai riuscire a contarli tutti prima dell'alba, quando oramai sarebbero dovute scappare per non essere colpite dalla luce del sole.

## Caratteristiche
Si narra che una coga sia la settima figlia di una famiglia nella quale sono nate solo femmine.

### Aspetto
Le Cogas avevano l'aspetto di vecchie megere ma si riconoscevano soprattutto perché avevano un piccolo pezzo di coda da quando erano nate e avevano la capacità di assumere qualsiasi forma.

## Villacidro e la tradizione delle Cogas
Villacidro, paese del Sud Sardegna, è rinomato per il suo appellativo: Sa bidda de is cogas. 
Si racconta che San Sisinnio, loro acerrimo nemico, riuscì a cacciarle dal paese.
L'attribuzione a Villacidro di "Bidda de is cogas", si deve alla sua originaria fondazione, nei pressi del rio Leni, dove la popolazione avrebbe vissuto fin dalle sue origine praticando riti magico-esoterici ereditati dalla tradizione orientale, nei quali già comparivano gli elementi fondanti la tradizione, is cogas. Questa prima comunità venne poi spinta ad abitare l'entroterra villacidrese. È qui che gli abitanti di Villacidro, intorno ai secoli XVI e XVII si guadagnarono la fama di abitanti del paese di streghe, bruscie e demoni.
Secondo Marcialis, la coga sarebbe un elemento tipico della tradizione villacidrese: femmina de su cogu, stregone o demonio, è per definizione una strega. Si tratta di esseri magici, individui di sesso femminile che attraverso un rituale particolare consistente nel far sciogliere davanti a un fuocherello un dadino di lardo, si ungevano le giunture del corpo per trasformarsi in animali, gatti o mosche. Il loro intento era la penetrazione presso l'abitazione dei soggetti che volevano danneggiare, spesso neonati che ancora non avevano ricevuto il battesimo. Per scongiurare la loro presenza, si usava tenere dentro casa oggetti al contrario, come la scopa o il treppiede. Si diceva che la coga, non essendo amante del disordine, alla vista di questi oggetti si sarebbe allontanata o addirittura sarebbe morta. La tradizione locale attribuisce al santo Sisinnio di Leni il potere di iscongiuradori o scaccia streghe.
A ricordare questa leggenda c'è un'associazione locale "Is Cogas de Biddaxidru" dedicata a questa figura misteriosa.  Nella loro "Domus de is Cogas" vive una ricostruzione storica con le figuranti vestite da cogas, che interpretano scene della vita quotidiana e dei rituali magici attribuiti a queste figure, permettendo ai visitatori di immergersi nelle atmosfere misteriose e nelle antiche credenze legate alla tradizione villacidrese.

## La Maschera di Villacidro
La creazione della maschera è stata fatta dall'artista Antonella Manca. È di cartapesta con fattezze femminili, nera e decorata con un nastro broccato sardo sulla fronte e infine a rifinire i lati della maschera, un nastrino nero di velluto. Dalla sua utilità pratica ha assunto un significato simbolico: rappresentare il duplice potere della donna strega, quello di utilizzare i suoi doni per operare il male o il bene

## Le Cogas secondo altre culture
La figura delle Cogas può essere associata a quella di Lilith antica divinità sumera, che per la cultura ebraica è un demone femminile, che può far del male ai neonati nel periodo che precede la circoncisione.
Per tradizione infatti per proteggerli dal demone viene posto un amuleto attorno al collo dei neonati maschi. Si dice anche che per ingannare Lilith, non si taglino i capelli a un bambino fino a una certa età per far credere al demone che si tratti di una femmina. Pare che per lo stesso motivo in Sardegna, ma anche in altre regioni, non si tagliassero i capelli ai bambini maschi prima che essi avessero compiuto il loro primo anno di vita; altrove in Italia, per far sì che una strega non facesse del male al bambino, si metteva, invece del rosario, una scopa accanto alla culla, così che la strega si metteva a contare le setole e quindi veniva distratta dal suo compito.